# Automodelismo

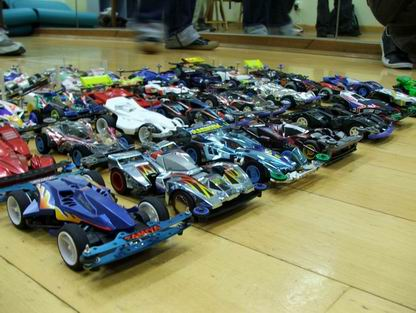
Automodelos.

Automodelismo  é a prática de modelismo em automóveis de controle remoto.
Entre os automodelos de controle remoto existem os movidos a combustível ou elétricos. O automodelo a combustão, utilizando um motor a combustão interna, muito semelhante a um motor de dois tempos de motocicletas, denominado glow engine. Já o automodelismo elétrico, como o nome já diz, utilizam um motor elétrico alimentado por uma bateria recarregável. Os modelos de combustão utilizam como principal combustível o metanol, com uma percentagem de nitrometano que vai até uns 40%, sendo aconselhável, para maior durabilidade, não ultrapassar os 20% a 25% misturado com óleo dois tempos, geralmente sintético, mas por vezes à base de rícino.
Também existem dois grupos principais de automodelos: on road e off road. Os modelos on road são para pistas asfaltadas e são muito semelhantes a carros de stock car, já os automodelos off road são para terra ou terrenos acidentados. Para cada grupo existem categorias que determinam seu tamanho. As mais comuns são 1/5, 1/8 e 1/10. Estes números representam escalas comparando-se com carros verdadeiros, ou seja, um automodelo 1/10 tem um décimo do tamanho de um carro real. O automodelismo radio controlado conta com campeonatos estaduais, nacionais e mundiais.